# Bjørnsletta (metrostation)
Bjørnsletta is een metrostation in de Noorse hoofdstad Oslo. Het station werd geopend op 17 augustus 2010 en wordt bediend door lijn 3 van de metro van Oslo